# ロバート・ジェンキンソン (第4代準男爵)
第4代準男爵サー・ロバート・バンクス・ジェンキンソン（英語: Sir Robert Bankes Jenkinson, 4th Baronet、1687年1月24日洗礼 – 1738年7月2日）は、イギリスの政治家。1717年から1727年まで庶民院議員を務めた。

## 生涯
第2代準男爵サー・ロバート・ジェンキンソン（1655年頃 – 1710年1月30日）とサラ・トムリンズ（Sarah Tomlins、1709年8月8日没、トマス・トムリンズの娘）の次男として生まれ、1687年1月24日にチャールベリーで洗礼を受けた。1703年2月18日にオックスフォード大学トリニティ・カレッジに入学、1705年にリンカーン法曹院に入学した後、1713年に弁護士資格免許を取得した。
1717年10月29日に兄ロバートが死去すると、準男爵位を継承した。また、兄の死によりオックスフォードシャー選挙区の議席が空位になり、12月4日に補欠選挙が行われることとなったが、ジェンキンソンがトーリー党の候補として挙げられたのに対し、サー・ジョン・ドイリー（Sir John D'Oyly）がホイッグ党の候補として挙げられた。しかし、オックスフォードシャー選挙区ではトーリー党の勢力が強く、ドイリーがマールバラ公爵夫人サラ・チャーチル（ホイッグ党の重鎮）の支持を得ていても勝ち目が薄く、結局ドイリーは立候補を取りやめ、ジェンキンソンは無投票当選した。議会ではトーリー党員として政府に反対し、1722年イギリス総選挙で無投票で再選したが、1727年イギリス総選挙には立候補しなかった。
1718年6月12日、キャサリン・ダッシュウッド（Catherine Dashwood、1780年3月24日埋葬、初代準男爵サー・ロバート・ダッシュウッドの娘）と結婚、2男2女をもうけた。
- ロバート（1720年 – 1766年） - 第5代準男爵、子供なし
- バンクス（1721年 – 1790年） - 第6代準男爵、生涯未婚

1738年7月2日にオックスフォードで病死、6日にチャールベリーで埋葬された。長男ロバートが爵位を継承した。